# Helena Rocha
Maria Helena Campos Rocha mais conhecida por Helena Rocha (n. Moçâmedes 16 de Julho de 1944) é uma actriz e professora portuguesa. Um dos seus temas mais conhecidos é uma versão de "O Calhambeque" de Roberto Carlos.

## Biografia
Nasceu em Moçâmedes, ou noutra grafia, Mossâmedes. Deu aulas no então Liceu desta cidade. Para além das suas competências, tanto como professora, como actriz, esta mulher, imprimia às suas aulas metodologias, que se poderiam considerar avançadas para a época.
Vai ao programa "Lugar aos Novos" da RTP. Em 1965 grava o seu primeiro disco na Decca. O disco incluía os temas "Calhambeque", "Ele" (Lui", "Forget Domani" (do filme "O Rolls-Royce Amarelo") e "Na Tua Boca Sou Tudo". No disco foi acompanhada por orquestra e coro dirigidos por Fernando de Carvalho.
O segundo disco, gravado com o Conjunto de Shegundo Galarza, contém os temas "Zigue Zague" (de Elis Regina e Jair Rodrigues), "Long Live Love", "Peço Paz" e "Exército do Surf" (de Wanderléa segundo um original de Catherine Spaak).
Em 1966 lança novo EP, desta vez acompanhada por uma Orquestra de Manuel Viegas, com os temas "Onde É Que Eu Arrumo O Carro?", "Mãos No Ar", "Telefona-me Esta Tarde" e "Ninguém Me Pode Julgar". Nesse ano é eleita a Rainha do Ié Ié do Porto.
Edita um 4º EP, na Tecla, a cantar fado. Licenciou-se em Filologia Germânica pela Faculdade de Letras da Universidade de Lisboa.
Casa-se em 1969 e regressa a Angola onde em 1971 começa a dar aulas no Liceu Norton de Matos (Nova Lisboa) e depois dará aulas em Moçamedes.
Em 1974 regressa a Lisboa e consegue colocação em Porto de Mós e depois muda-se para a Marinha Grande. Participou em vários concursos de Televisão entre os quais "A Filha da Cornélia".
A partir de 1996 começou a colaborar nas produções de Filipe La Féria tendo colaborado como actriz, tradutora oficial, co-autora e directora de cena em espectáculos como "Todos ao Palco", "Saudade do Futuro", "Faça-se Ouvir", "O Vison Voador", "Rosa Tatuada", "Amália", "My Fair Lady", "A Canção de Lisboa", "Violino No Telhado" ou "A Gaiola das Loucas".
Em 2000 aparece na série "A Casa da Saudade" da autoria de Filipe La Féria que foi exibida na RTP. Em 2006 aparece na novela "Floribella".

## Discografia
- Calhambeque (Ep, Decca, 1965) PEP 1105
- Zigue Zague (Ep, Decca, 1965) PEP 1122
- Onde É Que Eu Arrumo O Carro? (Ep, Decca, 1966) PEP 1166
- Na tua boca sou tua / Há festa na Mouraria (Ep, Tecla)

## Curiosidades
As suas canções apareceram em coletâneas editadas pelo programa "Jovem Guarda" no Brasil com jovens de muitos países cantando sucessos da época.
O tema "Zigue Zague" aparece numa das compilações "PORTUGAL DELUXE".
Em 1996 participa no casting "Todos ao Palco", organizado por La Féria, depois de ter sido alertada por João Portugal (dos Excesso) que tinha sido seu aluno. 